# Citadellstraße 21
Das Haus Citadellstraße 21 in Düsseldorf ist ein denkmalgeschütztes Gebäude.

## Beschreibung
Jörg Heimeshoff beschreibt insbesondere die Außenarchitektur: Demnach wurde das Gebäude 1698 als dreigeschossiges Haus mit Hofflügel erbaut. Die Fassade ist in drei Achsen gegliedert, wobei die rechte Achse vom Eingang beansprucht wird. Die Fenster des 1. Obergeschosses haben ein Gebälk oberhalb der Fenster. Die Erdgeschossfenster haben profilierte Faschen und wurden 1870 vergrößert; dabei wurden die Gesimse erneuert. Die Fensterbänke des ersten Obergeschosses sind miteinander verbunden. Das Gebäude hat ein Satteldach. Josef Kleesattel befasst sich insbesondere mit der Innenarchitektur, die laut Heimeshoff im barocken Stil gestaltet wurde. So zeigt eine Abbildung bei Josef Kleesattel einen Vorraum mit Marienfigur. Die barocke Innenarchitektur ging bei einem Umbau im Jahre 1980 verloren.

## Galerie

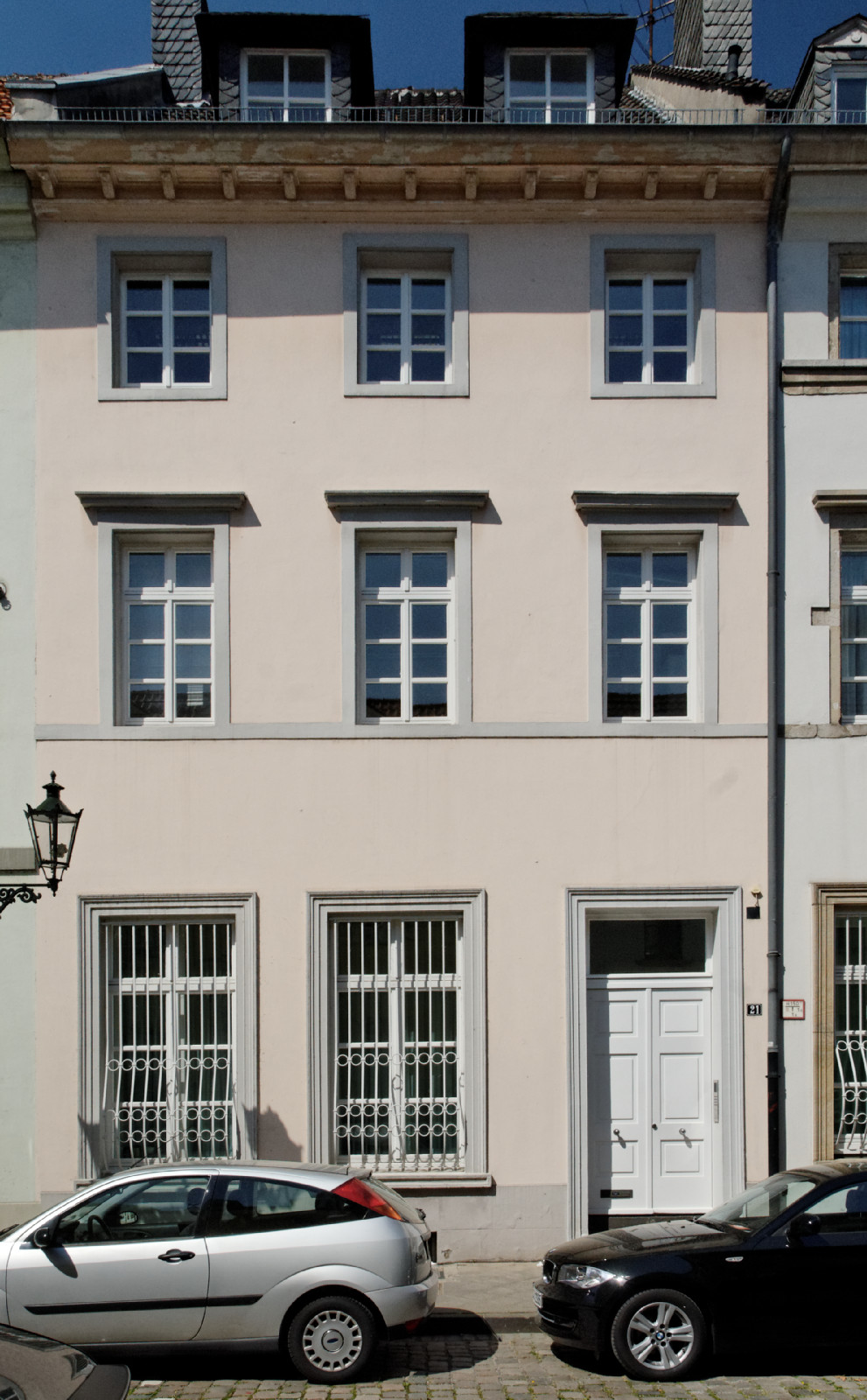
Citadellstraße 21, Fassade
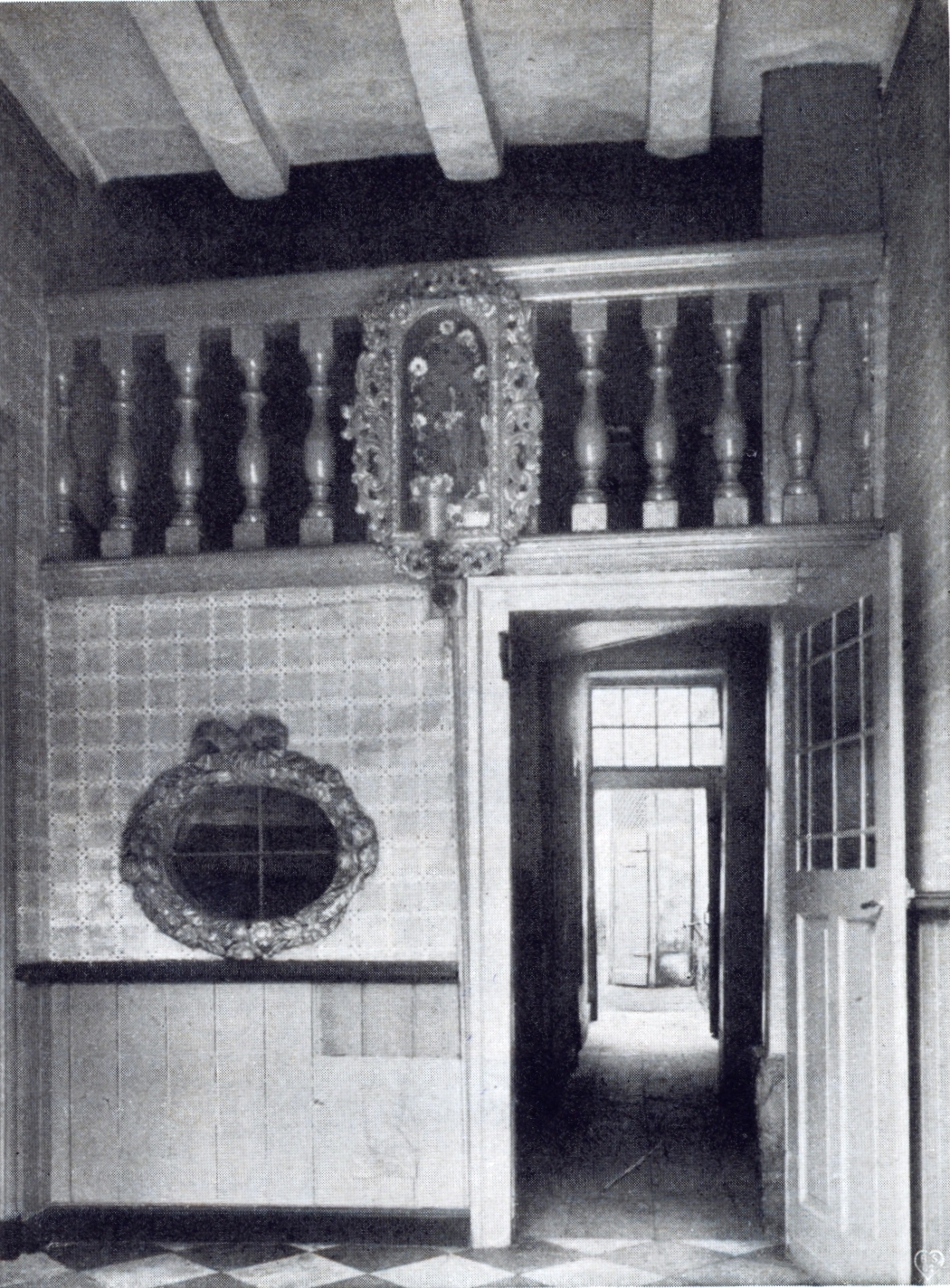
Citadellstraße 21, Vorraum